# 葛森療法
葛森療法是一種基於飲食的偽科學癌症療法，美國癌症協會警示「不要將葛森療法用於任何醫療狀況」。一位德裔美國醫生馬克斯·葛森在1920年代創立其療法，他錯誤地聲稱該療法可以治癒癌症和世界上大多數慢性、退化性疾病。葛森療法可歸類於「沒根據的癌症治療方法清單中的混合型代謝療法」；療法內容包含不用鹽的素食，頻繁的咖啡灌腸、多種膳食補充劑和生的小牛肝萃取物，用以“排毒”。葛森聲稱，環境污染和加工食品之中含有毒素，這種『毒素』累積體內，改變細胞代謝，最終產生癌症和各種疾病。然而，這種所謂的毒素累積從未被證實，飲食療法清除體內毒素的能力也從未得到證實。
葛森在其1958年著作《癌症療法：50個病例的結果》中描述了葛森療法。美國國家癌症研究所評估葛森的資料而結論，「葛森療法沒有任何好處」。經近百年來的評估：「該作法既無效又危險。」實施葛森療法可能有嚴重併發症甚至死亡。在1980年代之後，因葛森療法導致多起敗血症，葛森診所才停止使用生小牛肝。

## 葛森的生平
葛森（Max Bernhard Gerson，1881年10月18日-1959年3月8日）出生於德意志帝國翁格羅維茨（Wągrowiec，今位於波蘭）的猶太家庭。葛森是伯納德·葛森和烏爾里克·葛森（娘家姓亞伯拉罕）九個孩子中的第三個。
葛森先就讀於翁格羅維茨當地的猶太學校，後來在布雷斯勞、烏茲堡和柏林學習，並於1909年畢業於阿爾伯特·路德維希－弗萊堡大學。他28歲時開始在布雷斯勞行醫，後來在比勒費爾德從事內科和神經疾病。葛森發展了一種飲食療法，用來治療頭痛以及之後治療結核病和其他疾病，他從 1928年開始使用其療法來治療癌症。
1933年納粹黨掌權後，葛森離開德國，移居維也納，在西區療養院工作。葛森在維也納待了兩年，1935年移居法國，1936年移居倫敦。 不久，他移居美國紐約市。1938 年，他獲得當地行醫執照，在診所繼續葛森療法。 1946年至1950年間，他也在紐約市高譚醫院行醫。 1948 年至 1959 年間，他在紐約州經營醫院。
保險公司於1953年停止承保其醫療過失責任險。經過調查，1958 年紐約郡醫學會會員投票，暫停了他的醫學會會員資格 。他於 1959 年去世，他的書《癌症療法：50個病例的結果》 於 1958年出版。該書現由葛森研究所發行2002年第 6 版（大成功! 葛森醫師癌症療法）。
葛森因肺炎去世。但卻有陰謀論，稱葛森在一生飽受迫害後被謀殺。

## 葛森的療法

### 早年的療法
最初，葛森將其戒鹽的素食療法用於治療他的頭痛獲得效果 。葛森道，意外發現一位頭痛患者在進行其療法後，一種皮膚結核病，「尋常性狼瘡」的病情也有所改善，葛森隨後用葛森食療法來治療多種其他疾病，包括各類型的結核病、動脈硬化、和關節炎。1923年起，葛森主張以無鹽素食飲食法作為結核病治療。聲稱這是結核病治療的重大進展 。 
治療結核病的鏈黴素和4-氨基水楊酸要到 1940 年代中期研發出來。在這之前結核病缺乏有效的治療 。葛森宣稱他的療法透過飲食可以改變體內結核桿菌生存的環境，得以治療結核病，自希波克拉底時代以來，飲食在結核病治療中的作用就受重視。毫無疑問，飲食在任何慢性疾病的治療中都至關重要。幾個世紀以來，各種飲食療法的倡導者層出不窮，但最終都沒有留下任何對治療結核病有價值的成果。葛森報告他的療法對結核病有良好療效，但是美國醫學會雜誌1946年社論則指出別人無法重現他報告的療效以驗證真實效果。
「葛森研究所」負責管理營運中，位於墨西哥的葛森診所，其營業項目列了十九種癌症以及多種系統性、慢性疾病。卻漏了頭痛、結核病。
=== 葛森治癌的信念 ===(葛森的說法沒有根據也不符合常識)
最初葛森療法用來治療頭痛，其後再宣稱可以治療當年仍是十分棘手的肺結核病。再其後的發展是能醫百病，包括糖尿病、心臟病、高血壓、類風濕性關節炎。1928年，葛森首次將他的療法用於治療癌症

。
葛森認為「提升免疫機能、防止肝部受損，便可以預防癌症。」，「我深信生化科學及新陳代謝科學能夠順利治療癌症及退化性疾病。只要新陳代謝恢復正常，組織器官及細胞都恢復正常，於是症狀就自動消失。」，「
經過人工化肥產出來的食物，都是死的、有毒素的組合。如果把這些有毒的食物送入病情嚴重的人體，如何能期望治愈他的病？！」，「癌細胞成長的地方，都是鈉再次被吸收與儲藏的地方，例如：胰臟。他的實驗顯示，鈣與鈉都帶負離子，慢性病患者身上帶正離子，所以很容易被侵蝕，使這些人身上失去更多的鉀，造成負性的新陳代謝，日復一日，負性變化持續下去，這才是癌症的起因，而不是在於症狀之處。 」
葛森的理論是，
- 他說，環境和加工食品中含有毒物，會改變食物中的鈉和鉀含量，也會改變細胞代謝、細胞中鈉和鉀的含量也會改變，引起癌症。[23]
- 據稱，癌症患者因代謝的變化而免疫力低下，致使全身組織損傷，其表徵是細胞內鉀鈉 (K/Na) 比值降低，當細胞被破壞時，有毒的降解物會導致昏迷和死亡。
- 據稱，鈉太多和鉀不足會改變代謝累積毒素引起癌症。癌症又會放出毒素造成鈉太多和鉀不足。
- 他說「正常新陳代謝下沒有癌症，癌症是一種新陳代謝的問題」。肝功能受損導致新陳代謝惡化[4]。葛森療法旨在修復肝臟促進膽汁排毒並使新陳代謝恢復正常[6]。
- 葛森的飲食法增加了鉀的攝取量，並最大限度地減少了鈉，據稱以糾正電解質失衡、修復組織以利肝臟清除毒素。
- 據稱，咖啡灌腸會導致膽管擴張，並透過肝臟和結腸壁排出有毒的分解物。[註 2]
- 療法重點在「使體內氧化系統接近正常狀態，從而使具有發酵系統的惡性細胞無法適應」。補充鉀和氧化甲狀腺酶是為了將氧化作用引入癌細胞並殺死它們。

這些葛森的說法均沒有根據、不符合常識、未得到科學的證實。
葛森治癌的中心思想在「內臟排毒」。療法的一個重要特點是每小時飲用大量新鮮蔬菜汁。這些蔬菜汁不僅能提供充足的營養（蔬菜汁不足以提供充足的營養營養，小心缺乏鈣、維生素 D、 B12、和蛋白質），還能幫助腎臟排出毒素。當高濃度的營養物質重新進入組織時，多年積累的毒素就會被排入血液。毒素隨後會被肝臟過濾掉排出。又蔬果汁能供應氧化酵素，促進重建肝臟機能，給予肝臟所需的胰腺酵素、鉀鹽、有機碘等等重整肝臟。 細胞重新換新需要120~150天，在這時間內調整代謝系統，令組織器官重新獲得應有的代謝功能，同時使消化系統與內分泌系統、免疫系統恢復正常。咖啡中的咖啡因有助於肝臟排毒。灌入結腸的咖啡因經痔靜脈吸收，進入門靜脈系統，再到達肝臟。咖啡因刺激肝臟膽管擴張，將毒素釋放到腸道排出（葛森療法不可以喝咖啡）。葛森療法並非專門用於治療癌症，而是一種代謝療法，可以在淨化身體的同時增強身體的自我療癒能力。（以上，葛森的說法沒有根據也不符合常識）。治療期間禁食任何動物蛋白質，以便排出體內舊的蛋白質及致癌細胞、壞死細胞。六週之後才補充部份非素食物。禁食使用過農藥的蔬果。特別注意禁食含鈉的食物。以高鉀低鈉食物，可以避免組織細胞的蛋白質被破壞，就可以成功治癒癌症。
 注意！這些百年前葛森的想法均不符合常識乃至現在的科學與醫學。
```
對葛森治療癌症的理論之審查結論：（a）從未發現葛森聲稱加工食品中普遍存在的「毒素」，（b）從未證實咖啡灌腸能夠排出和清除癌症患者中所謂的肝臟和腸道毒素，（c）沒有證據表明癌症的發生與葛森聲稱所謂的毒素有關，（d）沒有證據證實葛森說的一種可以尋找並殺死癌細胞的「治療性發炎反應」
[
註 3
]
[
27
]
。
```

葛森認為，因為農業化學肥料的使用降低了水果和蔬菜的鉀含量，提高了鈉含量，會增加癌症發生率，(其實並不會)。葛森認為，食品加工和烹飪會添加更多的鈉，導致細胞的礦物質代謝改變，(其實並不會)。 「於是，葛森假設生物體普遍有的，較弱的『異常』細胞會首先受到傷害，並且將代謝從氧化性改變為發酵性。再來，它們脫離了正常細胞的和諧，並以有毒的代謝產物破壞周圍組織來維持自身生存，最終殺死宿主。」。這是現代細胞生理學，病理學，分子遺傳學和分子生物學逐漸發展前，葛森的空想，不符合常識乃至現代醫學。

### 療法的內容
該療法包含三個關鍵部分：
1. 飲食：“有機”水果、蔬菜和全穀物，為身體提供充足的維生素、礦物質、酵素和其他營養素。鈉含量低，鉀含量高的水果和蔬菜。
2. 補充：在飲食中添加某些補充劑或注射，以幫助糾正細胞代謝。
3. 排毒：透過灌腸等手段，清除體內有毒物質。

葛森療法包括(經過葛森和其他人的修改，葛森療法包括許多版本)
- 全天然植物性飲食，不含鹽、香料或油，各種膳食補充劑以及每週注射生小牛肝萃取物3毫升和100微克的維生素B12。
- 一天十三次，每小時喝一杯約226.8 毫升的液體—現做的，有機的—橙汁一杯、「綠葉」果汁四杯、五杯蘋果/胡蘿蔔和三杯壓榨的生牛肝。蔬菜汁必須以特定的方式選擇蔬菜和準備、榨汁需要特殊的研磨機壓榨。菜果汁不可事先準備和儲存，「有機生長」的生牛肝臟在使用前也不可冷凍。10杯果汁和蔬菜汁中均添加了鉀。各種另類代謝療法中，葛森療法可能是最難嚴格實踐的。據說只有嚴格遵守葛森療法的各個方面才能實現癌症治癒。估計，準備生鮮食物和清潔設備每天要花六、七個小時[33]。
- 其他餐點僅限於烤馬鈴薯、燕麥片、沙拉、煮熟的或生的蔬菜水果。
- 每天補充劑包括兩湯匙亞麻仁油、嗜酸胃蛋白酶、鉀溶液、盧戈氏碘液、甲狀腺激素、菸鹼酸（也稱維生素B3）、胰消化酶、蜂王漿。
- 排除肉類和所有乳製品，僅在4至6週後恢復少量肉食。
- 無限期禁食鹽、油、咖啡、莓果、堅果、植物油和飲用水。禁食所有瓶裝、罐裝、冷凍、醃製和精緻食品。
- 禁用鋁製鍋具。
- 不可以接受麻醉，（葛森認為：療程中敏感的身體可能受不了普通的麻醉，會死掉[17]）。停止一切藥物（如果需要止痛，一天可用一顆阿斯匹靈）。

葛森強調
- 為了刺激肝臟並增加膽汁的產生，每天需要進行五次咖啡灌腸，每次間隔四小時。除了咖啡灌腸外，每隔一天還加上口服蓖麻油瀉藥，之後進行蓖麻油灌腸[13]。定期使用洋甘菊灌腸。六週後，可以逐漸減少灌腸量。

「如果出現疼痛或不適，應立即進行咖啡灌腸，然後每兩個小時或更頻繁地進行一次。」
在開始葛森療法三到十天內，患者會出現，持續一到三天的噁心、嘔吐、腸道痙攣和頭痛等症狀，可能無法繼續療程，得暫停治療。葛森稱之為「過敏性發炎反應」，預計該折磨每兩週及之後每個月都會發作。該折磨發作時實際可長達六到七週。
除了葛森的原創項目外，葛森診所

- 自1983年以來[35]，開始加入「臭氧灌腸」[註 5]，將臭氧注入患者直腸內[4]、或過氧化氫灌腸[4][38]。
- 「扁桃苷」[註 6]： 用於某些患者 「短期反應」——緩解疼痛、緩解惡性腫瘤。
- 1982年使用「噬菌體裂解物」（Staphage lysate，治療犬類表淺性膿皮症。）一種以前稱為林肯細菌噬菌體的疫苗[39]。
- 「極化治療」[40]——靜脈注射 GKI（葡萄糖、鉀、胰島素）溶液。
- 在多起敗血症之後，用注射輔酶Q10代替生小牛肝。

## 葛森診所
葛森去世後，他的女兒夏洛特·葛森·斯特勞斯（Charlotte Gerson，1922年3月25日-2019年2月10日）繼續推廣該療法，並於1977年與諾曼·弗里茨 Norman Fritz 在加州聖地亞哥創立了“葛森研究所”。該研究所負責管理葛森診所（目前是 Health Institute de Tijuana位於墨西哥蒂華納）。葛森療法在美國未獲得食品藥物管理局批准，目前如果美國醫療機構使用葛森療法治療癌症或其他，屬於違法。而在墨西哥則不違法。夏洛特並非醫生，她在父親的診所接受過訓練當助手。她擔任墨西哥診所的顧問老師，為診所培訓葛森療法醫生，廣泛宣講該療法的益處，著書宣傳。她表示，她從父親那裡學到了足夠的醫學知識，可以教會治療中心的墨西哥醫生，幾乎可以治癒任何疾病。2004年時葛森診所治療費用為每週4900美元，通常至少三週。葛森診所建議患者繼續進行該療法方案至少 18 個月。留滯診所期間，沒有護理照料，建議患者應安排陪伴者同在診所學習照料技術並協助患者，以及接下來的幾年在家裡協助患者。診所對患者及一名陪護者收每週 6,000 美元，建議三至八週。
1979年1月至1981年3月期間，美國聖地牙哥地區（毗鄰墨西哥蒂華納）報告有10名葛森診所患者因胎兒彎曲桿菌（Campylobacter fetus）敗血症而轉來住院。這種感染僅見於葛森療法的患者。美國攝影師維諾格蘭德 在1984年診斷出膽囊癌，立即前往墨西哥蒂華納的葛森診所治療。他於六周後去世。 
夏洛特·葛森聲稱，該診所的治療對多種癌症的治癒率很高。葛森研究所的宣傳資料指出，葛森療法「能夠治癒幾乎90%或更多的早期到中期的癌症」。當癌症涉及肝臟或胰臟或已經轉移時，聲稱「可以達到約 50% 的康復。但是如果患者曾被化療污染中毒，結果就不太確定。」 葛森研究所沒有提供這些陳述的支持證據或任何文獻。
然而，1986年研究發現，患者離開診所後並未真正受到追蹤。 1983年，三位自然療師在五年期間追蹤了18位葛森診所患者。五年後，只有一位患者健在但仍有癌症；其餘患者五年期間均已死於癌症。
葛森研究所依靠故事見證和軼事證據來行銷推廣此療法，而非正規的醫學研究。

## 療效缺乏證據
美國癌症協會強烈敦促癌症患者不要採行葛森療法。葛森療法不符合醫學，未獲得美國食品藥物管理局批准用於治療癌症或任何其他疾病。在美國不合法。美國癌症協會經過文獻和其他可用資訊的研究，發現葛森療法沒有任何證據表明對治療癌症有客觀的益處。 
葛森療法對以下病症尚無科學證據表明有效：
```
過敏和氣喘、關節炎、動脈粥狀硬化、心臟病、慢性疲勞綜合徵、排毒、糖尿病、高血壓、不孕症、肌萎縮側索硬化症、偏頭痛、多發性硬化症、消化性潰瘍、牛皮癬、結核病。
```

1945年，葛森發表了他治療癌症的成績。
1946年美國醫學會期刊的社論中表示：數年間陸續有各方詢問有關葛森在紐約市高譚醫院使用(不符醫學常規的)飲食療法來治療癌症之事。學會數次請求葛森提供其療法資料而未獲回應。
1947年，葛森向美國國家癌症研究所提交了10個癌症患者的病歷，聲稱治癒。然而，所有的患者都另已接受標準的抗癌治療，以致美國國家癌症研究所表明，「未發現葛森療法任何令人信服的療效證據」。葛森受邀提交更多數據，但他沒有交。
1957 年，紐約郡醫學會任命特別小組來評估葛森治療癌症的方法。 「葛森報告的九個病例，表明葛森缺乏對癌症本質的了解。他的報告，無論是證明患者真的有癌症，還是證明他的治療真的有效，都有很多缺失。沒有任何壹例可以證明他的治療確實治癒了癌症。
1959年，美國國家癌症研究所審查了葛森1958年的著作《癌症療法：50個病例的結果》結論，葛森的數據無法證明其宣稱的療效。葛森的報病例告未達到癌症病例進行評估的基本標準（例如癌症的組織學切片）。
```
美國國家癌症研究所制定的臨床效益評估之基本標準： 必須以組織學切片確認有惡性腫瘤，且提供切片供獨立審查。如果患者已接受手術切除或其他治療，且確診為惡性腫瘤，其復發或轉移則必須再透過組織學切片證實，並提供切片審查。如果患者之前接受過治療，進行第二階段治療前則必須重新完成全面評估，並有足夠長的時間確認先前治療無效，而腫瘤確實正在進展。
[
52
]
```

自 1966 年至 1989 年間，由搜尋生物醫學、科學、法律和新聞的 11 個資料庫中，有關葛森療法所得的文獻，以及葛森自1946 年至 1978 年的著作，可以發現葛森發表關於癌症治療的內容僅只於特定患者的部份不完整病史，缺乏案例選擇之標準、缺乏詳細且一致的治療方案。這樣子的內容無法當成葛森療法有效的證明。其他不同作者的文獻中也缺乏臨床證據支持葛森療法。幾位作者評估了葛森的理論和觀察之生化表現之後認為，葛森療法聲稱的原理以及效果都缺乏證據。
美國國家癌症研究所列舉關於葛森療法目前有的研究成果如下：
- 1983-1984年，對38名葛森療法的患者進行了回溯性研究。資料來自患者訪談，研究作者沒有患者的病歷記錄。這些病例回顧並未提供任何資訊來支持葛森療法有效治療癌症。
- 1990年，奧地利進行了一項與葛森療法類似的飲食療法研究。一組患者在特殊飲食的同時，接受了標準治療。該研究的作者報告稱，這種飲食療法似乎可以幫助患者比平常活得更長，而且副作用更少。（未採用對照組。）
- 1995年，葛森研究組織對一組黑色素瘤患者進行了回溯性研究。報告稱，接受葛森療法治療的III期或IV期黑色素瘤患者的壽命比同階段的黑色素瘤患者更長。（未採用對照組。）目前尚無臨床試驗支持這項回溯性研究的結果。
- 一項針對6名接受葛森療法的轉移性癌症患者的病例回溯報告顯示，該療法在生理和心理方面在某種程度有所改善。審查人員認為葛森療法須進行臨床試驗。

葛森療法的報告中從未採用對照組，也沒有記錄表明病人只接受了葛森療法，而沒有同時接受其他常規治療。因此，他從未有理由得以斷定他觀察到的效果源自於他的療法。他也沒有報告治療失敗或因任何原因退出治療的患者。他只報告了表面上的成功。選擇偏差在醫學研究上是一種重大缺陷，通常無法通過審查或投稿醫學刊物。 紀念斯隆-凱特琳癌症中心對葛森療法的評估結論：「此類療法的提倡者如果要得到科學界評估，並之後被視為有效的輔助治療，他們就必須提供正經的記錄（讓科學界能進行評估，而不僅僅是有幾個患者活著的數字），並進行對照的前瞻性研究作為證據。」
葛森療法從未經過獨立測試或隨機對照試驗，所以無法通過食品藥物管理局批准，在美國提供葛森療法屬於非法。美國國家癌症研究所發現，該療法也尚未進行任何動物試驗研究。在葛森之後，葛森研究所工作人員在另類醫學文獻發表的病例研究同樣也存在方法學的缺陷，並且沒有其他獨立機構能夠重現葛森研究所(治癒率很高)的說法。
葛森研究所共創人弗里茨表示，葛森診所的生存統計數據是基於醫生對即將離院的患者之估計，認定有「合理的生存機會」以及對患者在電話上的感覺。在1987 年，葛森研究所出版的雙月刊《治療通訊》宣布，已經對研究所成立10年來的大約 4,000 名患者進行臨床經驗統計 。 該統計迄今尚未發表。
1988 年，美國癌症協會邀求葛森研究所提供有關的臨床經驗之文件。迄今尚未收到回覆。 
1988年，美國國家癌症研究所再度警示「葛森療法不是治療癌症的有效手段」。美國國家癌症研究所在其綜合癌症數據庫民眾版本中表明「因為此主題沒有新的，或較好的、適合的研究內容。對於葛森療法（自2015年）已不再更新資訊」。葛森療法一直沒有在科學期刊發表過任何實驗室或動物研究的結果。
1994年，一項對使用葛森療法、凱利療法和康特雷拉斯療法（三種代謝療法）的癌症患者進行長期追蹤的調查，未發現任何療效證據。
英國癌症研究中心指出：「現有的科學證據並不支持任何葛森療法可以治療癌症的說法……葛森療法可能對您的健康非常有害。」

## 危險併發症
葛森設計的「快速而深遠的全身解毒法」有多種嚴重的健康危險、安全隱患，包括嚴重的電解質失衡，已直接導致葛森診所的患者昏迷甚至死亡。葛森療法要癌症患者停止一切藥物，停止常規治療，這又進一步造成危險。 
葛森療法的特色為：低蛋白質、多種添加品（如消化酶、維他命，幸好現已取消生吃及注射小牛肝萃取物）、低納高鉀調整電解質、以及灌腸。多起報告關於葛森療法的嚴重副作用與其特色有關。
1979年1月至1981年3月期間，聖地牙哥地區醫院收治了10名罕見的胎兒彎曲桿菌亞種引起的敗血症。九人在墨西哥的葛森診所接受葛森療法，另一人在家中採用葛森診所規劃的葛森療法。除葛森診所的患者外，其間未見有任何胎兒彎曲桿菌感染之患者。其中一人一週內死於敗血症。其中五人因低血鈉而昏迷，低血鈉可能是「無鈉」葛森療法直接的結果。美國衛生官員認為罕有的「胎兒彎曲桿菌」敗血症的感染源最有可能是墨西哥葛森診所患者口服生的小牛肝萃取物。
葛森療法中大量的生食水果和蔬菜，值得懷疑其患者吸收營養素之難易度，嚴格的葛森療法可能導致缺乏鈣、維生素 D 、蛋白質等營養、造成貧血和腸道吸收不良、營養不良。雖然葛森飲食的元素組成與美國農業部和美國癌症協會的飲食建議相似，但這種代謝飲食療法特別不適合某些擴散性或轉移性癌症患者，尤其是頭部、頸部和腸道癌症的患者
葛森療法中頻繁使用咖啡灌腸
- 咖啡灌腸劑的滲透壓為 62 mOsm/kg；頻繁使用「低滲透壓」灌腸會增加血管外組織液，細胞內部會積聚水分；細胞內液增加，並可能導致電解質失衡（低血鈉症），最終導致死亡[66]。
- 頻繁進行灌腸可能會削弱結腸的正常功能及構造，導致或加重便秘和結腸炎。引發敗血症時，有死亡案例。 [67] [66]
- 其他併發症包括脫水、嚴重感染和嚴重出血，有死亡案例。[7]。

傑西卡·安斯科夫，在社群以“健康戰士”為人熟知，在22歲確診一種罕見癌症後一度進行常規療法。之後她拒絕接受後續治療手術，而改為墨西哥葛森診所的療法，她記錄自己的治療過程分享在部落格上，追蹤人數過百萬。僅管常規治療方法包括手術的10年存活率預估為 49-72%，以安斯科夫的年齡層，存活率甚至更高。她終因葛森療法失敗，癌症惡化，過幾年而不治去世，享年29歲。 安斯科夫引述葛森的說法，「如果能堅持嚴格的治療方案至少兩年，就能治愈癌症，這是任何藥物都無法做到的。」
```
安斯科夫聲稱，在她
最初被診斷出癌症
時，伊恩·蓋樂的著作《14天壽命多活50年的治癌
奇蹟
》（You can Conquer Cancer）對她影響很大。安斯科夫寫道：「上個月在前往墨西哥葛森診所之前，我在墨爾本的蓋樂基金會學習了各種自癒方法。這是我一生中最受益的10天。像蓋樂療法和葛森療法這樣的替代療法，為患者帶來了
希望
、選擇和理解。它們不僅能緩解症狀，還能治癒疾病。
聽起來
是更有吸引力的選擇。
[
69
]
」
蓋樂基金會（從葛森飲食、葡萄斷食、糙米輕食、正念靜坐、情緒排毒、已經治療了超過15,000名患者），創始人蓋樂曾是一名獸醫，戰勝了癌症（在接受手術、放療和化療後）。蓋樂聲稱，透過結合葛森療法和冥想，「他」克服了只能活三個月的癌症復發性轉移。然而，他所謂的癌症復發未經
生檢
確認，著名腫瘤學家將蓋樂的症狀診斷為結核病，根本不是骨癌復發、轉移肺部。蓋樂的「癌症復發」症狀（在蓋樂進行對付結核病也很厲害的葛森療法之下，居然持續了兩年越來越嚴重）直到完成結核病的正規治療後獲得治癒。蓋樂聲稱，為了不破壞患者的
希望
，他依然堅持是蓋樂式葛森療法治好了「癌症復發」
[
70
]
```

傑西卡的母親被診斷出乳癌。她也拒絕正規治療，並選擇和女兒一起接受葛森療法。於2013年10月，確診兩年半後去世，這與未治療的乳癌之預期壽命相符 。但是正規治療的乳癌五年不分期別存活率可達80%，即使第四期也還有25.7%。
總之，證據表明葛森療法對治療癌症的任何方面都沒有效。事實上，葛森療法包括頻繁咖啡灌腸的副作用會產生危險，包括死亡。美國癌症協會警示不要將葛森療法用於任何醫療狀況。

## 外部連結
- 靠不住的癌症治療法 英語
- 《懷疑論者詞典》英語
- 葛森療癌法